# Steven Da Costa
Steven Da Costa (Mont-Saint-Martin, Francia, 23 de enero de 1997) es un luchador de kárate francés campeón olímpico en Tokio 2020 en la modalidad de Kumite -67 kg.
Fue campeón del mundo en el año 2018 en la categoría kumite -67kg y medalla de bronce en 2016 en kumite -67 individual y por equipos.
Fue campeón de Europa en 2016 y 2019.

## Palmarés olímpico
| Juegos Olímpicos             | Juegos Olímpicos       | Juegos Olímpicos  | Juegos Olímpicos   |
| Año                          | Lugar                  | Medalla           | Categoría          |
| ---------------------------- | ---------------------- | ----------------- | ------------------ |
| 2021                         | Tokio ( Japón)         | Medalla de oro    | Kumite -67 kg      |
| Campeonato Mundial de Karate |                        |                   |                    |
| 2018                         | Madrid ( España)       | Medalla de oro    | Kumite -67 kg      |
| 2016                         | Linz ( Austria)        | Medalla de bronce | Kumite -67 kg      |
| 2016                         | Linz ( Austria)        | Medalla de bronce | Kumite por equipos |
| Campeonato Europeo de Karate |                        |                   |                    |
| 2016                         | Montpellier ( Francia) | Medalla de oro    | Kumite -67 kg      |
| 2016                         | Montpellier ( Francia) | Medalla de oro    | Kumite por equipos |
| 2017                         | İzmit ( Turquía)       | Medalla de plata  | Kumite por equipos |
| 2019                         | Guadalajara ( España)  | Medalla de oro    | Kumite -67 kg      |
| 2021                         | Poreč ( Croacia)       | Medalla de bronce | Kumite -67 kg      |